# Hanaskog
Hanaskog är en tätort i Östra Göinge kommun i Skåne län.
Hanaskog är egentligen namnet på en stor gård där många av invånarna i Kviinge, kyrkbyn i Kviinge socken, arbetade.
Kviinge kyrka ligger i västra delen av tätorten.
Golvtillverkaren Tarkett har en av världens största produktionsanläggningar för tillverkning av trägolv i orten. Fabriken har anor från början av 1940 och har successivt byggts ut.

## Befolkningsutveckling
| Befolkningsutvecklingen i Hanaskog 1960–2020 | Befolkningsutvecklingen i Hanaskog 1960–2020 | Befolkningsutvecklingen i Hanaskog 1960–2020 | Befolkningsutvecklingen i Hanaskog 1960–2020 | Befolkningsutvecklingen i Hanaskog 1960–2020 |
| -------------------------------------------- | -------------------------------------------- | -------------------------------------------- | -------------------------------------------- | -------------------------------------------- |
|                                              |                                              |                                              |                                              |                                              |
| År                                           |                                              |                                              | Folkmängd                                    | Areal (ha)                                   |
| 1960                                         | 1960                                         |                                              | 707                                          |                                              |
| 1965                                         | 1965                                         |                                              | 1 150                                        |                                              |
| 1970                                         | 1970                                         |                                              | 1 669                                        |                                              |
| 1975                                         | 1975                                         |                                              | 1 468                                        |                                              |
| 1980                                         | 1980                                         |                                              | 1 532                                        |                                              |
| 1990                                         | 1990                                         |                                              | 1 402                                        | 136                                          |
| 1995                                         | 1995                                         |                                              | 1 412                                        | 136                                          |
| 2000                                         | 2000                                         |                                              | 1 268                                        | 136                                          |
| 2005                                         | 2005                                         |                                              | 1 316                                        | 136                                          |
| 2010                                         | 2010                                         |                                              | 1 251                                        | 137                                          |
| 2015                                         | 2015                                         |                                              | 1 385                                        | 148                                          |
| 2020                                         | 2020                                         |                                              | 1 483                                        | 144                                          |
|                                              |                                              |                                              |                                              |                                              |

## Idrott
Hanaskogs IS är en fotbollsförening bildad 1932 med ett lag i Division 5 2022.